# Sinocyclocheilus grahami
Sinocyclocheilus grahami är en fiskart som först beskrevs av Regan, 1904.  Sinocyclocheilus grahami ingår i släktet Sinocyclocheilus och familjen karpfiskar. IUCN kategoriserar arten globalt som akut hotad. Inga underarter finns listade i Catalogue of Life.